# Friese Koerier

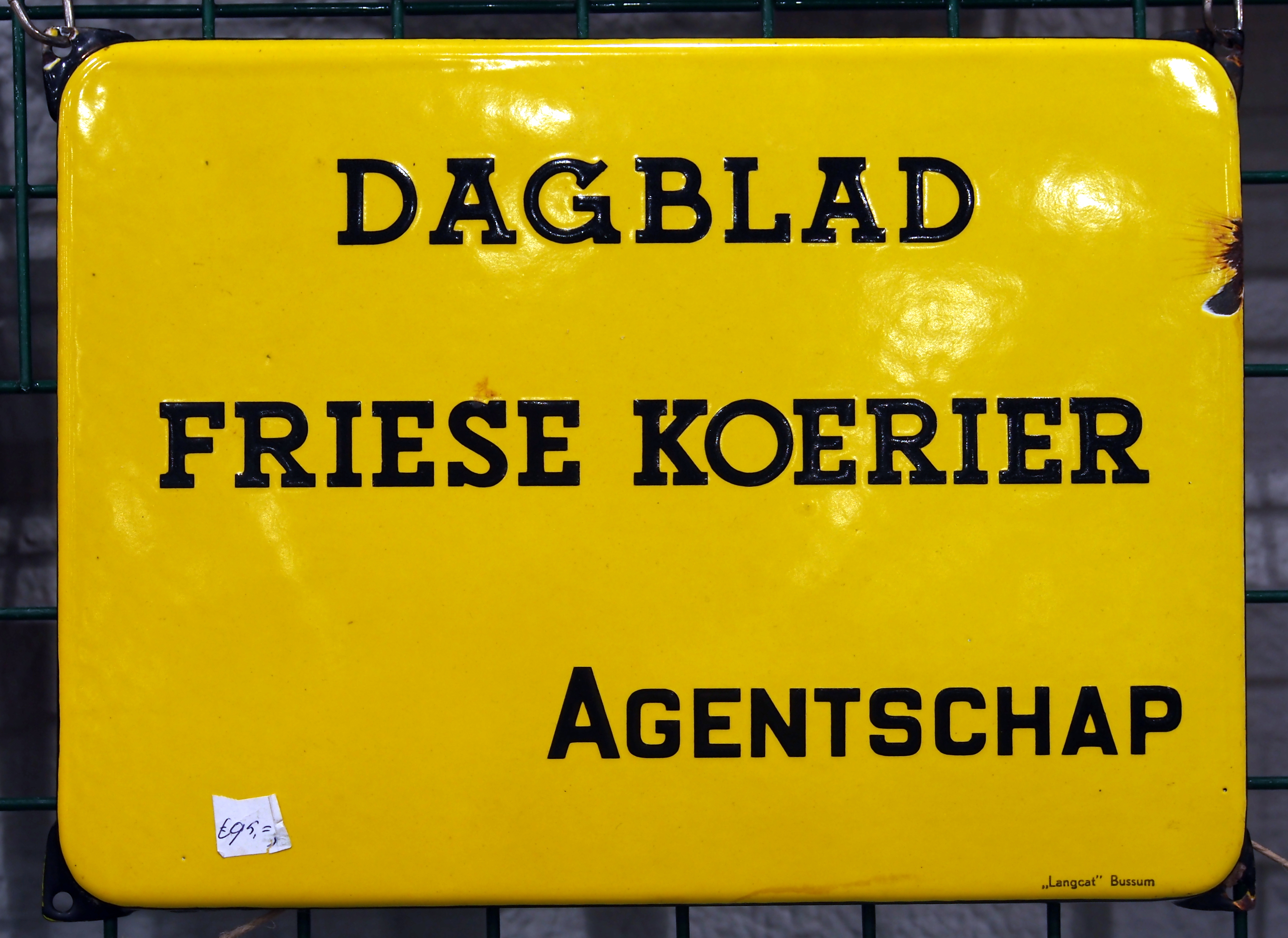
Emaille bord van een agentschap

De Friese Koerier was een regionaal dagblad dat in Friesland en de Kop van Overijssel verscheen tussen 1952 en 1969. Het werd uitgegeven te Heerenveen.
De krant begon in mei 1952 als voortzetting van de uit het verzet voortgekomen Heerenveense Koerier. Hoofdredacteur was aanvankelijk Fedde Schurer, die in 1963 werd opgevolgd door Laurens ten Cate. Bekende medewerkers waren de Friese schrijvers Rink van der Velde en Hylke Speerstra en de cartoonist Cor Hoekstra (CORK).
Vanaf 1 januari 1955 participeerde de Friese Koerier met de Leeuwarder Courant in de Stichting Friese Pers.  Op 31 oktober 1969 verscheen het laatste nummer van de krant, die per 1 november opging in de meer behoudende Leeuwarder Courant.